# Mindora tortriciformis
Mindora tortriciformis är en fjärilsart som beskrevs av Heinrich Benno Möschler 1880. Mindora tortriciformis ingår i släktet Mindora och familjen trågspinnare. Inga underarter finns listade i Catalogue of Life.